# Mohammad Seddigh Kaboudvand
Mohammad Seddigh Kaboudvand är en iransk / kurdisk människorättsaktivist, journalist och författare
 som var redaktör för Payam-e Mardom-e Kurdestan som förbjöds av Iranska myndigheter. 2005 grundade han Rêxistina Mafê Mirovan li Kurdistanê, en kurdisk organisation för mänskliga rättigheter som är politisk och religiöst obunden.
Sedan 1 juli 2007 avtjänar Kaboudvand ett 11 år långt fängelsestraff i Evinfängelset i Iran, 10 år för att ha "underminerat statens säkerhet" genom att grunda en organisation för mänskliga rättigheter och ytterligare 1 år för "propaganda mot systemet". Kaboudvand nekas vård trots att han lider av allvarliga problem med sin hälsa.